# Gonomyia varipes
Gonomyia varipes là một loài ruồi trong họ Limoniidae. Chúng phân bố ở miền Australasia.